# Dactyloptena gilberti
Dactyloptena gilberti är en fiskart som beskrevs av Snyder, 1909. Dactyloptena gilberti ingår i släktet Dactyloptena och familjen Dactylopteridae. IUCN kategoriserar arten globalt som livskraftig. Inga underarter finns listade i Catalogue of Life.